# Under Armour
Under Armour ist ein US-amerikanischer Sportartikelhersteller mit Hauptsitz in Baltimore. Ursprünglich als reine Marke für Kampfsportbekleidung und Thermo-Sportunterwäsche unter Trikots, in Sportarten wie Baseball und Basketball, und für Shoulderpads (American Football, Eishockey, Lacrosse etc.) entwickelt, gibt es von Under Armour mittlerweile auch Freizeit-T-Shirts, -Hosen, -Schuhe und -Kappen.

## Übersicht
Under Armour führte den Markt mit der Entwicklung körperanliegender und temperaturregelnder Kleidung an, was Nike schnell mit Dri-FIT Pro und Reebok mit der NFL-Equipment-Serie imitierte. Im Juni 2006 startete Under Armour in den USA eine Werbekampagne für Stollenschuhe mit dem Slogan „Klick-Klack“. Viele Soldaten, die im Irak und in Afghanistan stationiert sind, benutzen Under-Armour-Unterwäsche zur Regulierung ihrer Körpertemperatur im heißen Klima. In Teilen der US Army und anderen NATO-Streitkräften wurde solche Wäsche inzwischen verboten, da der Polyester bei Flammen oder intensiver Hitze Hautverbrennungen verursachen kann. 2008 strahlte Under Armour seinen ersten Super-Bowl-Werbespot aus, in dem das Unternehmen seinen im Mai 2008 entwickelten Sport-Schuh präsentierte.

## Geschichte
Das Unternehmen wurde im Jahr 1996 von Kevin Plank im Keller des Hauses seiner Großmutter in Washington, D.C. gegründet. Der 23-jährige Plank fand die Kleidung seines College-Football-Teams unzureichend. Mit 17.000 Dollar Startkapital, das er als Blumenlieferant im Studium verdient hatte, entwickelte er ein Funktionsshirt und gründete Under Armour. Zu Weihnachten schrieb Plank jedes Jahr dem Nike-Chef eine Karte: „Dear Mr. Knight, Sie kennen uns noch nicht, aber Sie werden eines Tages von uns hören.“ 2005 ging Under Armour an erfolgreich an die Börse. 2012 erklärte Plank, man sei „die Sportswear-Marke dieser Generation und der nächsten.“ Das Unternehmen erzielte in dieser Zeit Wachstumsraten von 20 % jährlich.

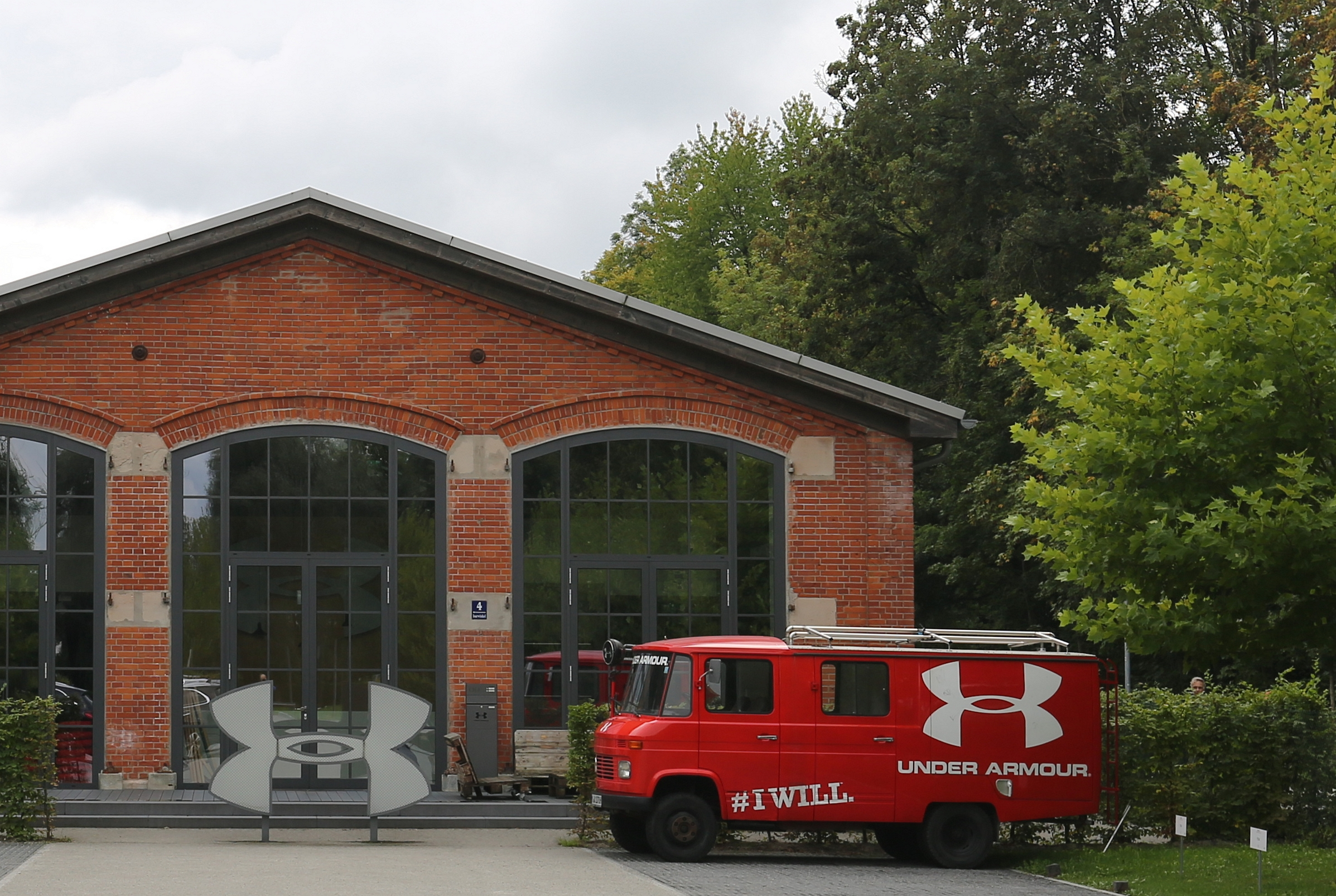
Die Deutschland-Zentrale in München-Thalkirchen

Anfang 2016 wurde eine Deutschland-Niederlassung in München eröffnet.
Im April 2017 meldete das Unternehmen erstmals ein Verlustquartal, seitdem gelang nur noch ein Wachstum von unter 5 % im Jahr. Aktionäre klagen seit 2018 dagegen, ob bereits 2015 Verluste absehbar waren und durch Bilanztricks verschleiert wurden. Seit Anfang 2017 verließen Führungskräfte das Unternehmen, Arbeitsplätze wurden abgebaut und Konkurrenten zugekauft. Der Börsenkurs sank von Ende 2016 bis Mitte 2019 um 44 %, bis im Oktober 2019 Gründer Kevin Plank nach 23 Jahren als CEO zurücktrat; die Funktion übernahm Patrik Frisk. Plank blieb Vorsitzender des Aufsichtsrats und behält seinen Aktienanteil von 65–70 % der Stimmrechte (Stand Oktober 2019).

## Einzelhandel
Im Spätsommer 2007 eröffnete Under Armour seinen ersten Standort im Einzelhandel in der Westfield Annapolis Mall in Annapolis, Maryland. Im Mai 2008 eröffnete Under Armour einen knapp 600 m² großen Shop in Westfield bei Fox Valley in Aurora (Illinois). Die Läden sind so konzipiert, dass sie das Aussehen von Innenräumen eines Sportstadions mit richtiger Fassade, Tunneleingang und einer Rampe, die bis in den Laden geht, haben.

## Sponsoring

### Profisport
In Deutschland war Under Armour von der Saison 2008/09 bis 2011 offizieller Ausrüster von Hannover 96. Von der Saison 2016/17 bis 2020 stattete die Firma den FC St. Pauli aus.
Under Armour ist außerdem Ausrüster der Football-Teams der Southern Illinois University, University of Maryland, Auburn University, der University of South Carolina, University of South Florida, Texas Tech University, University of Hawaii, der University of North Texas und der Universität Utah.
Seit Herbst 2008 ist Under Armour der einzige Sponsor für alle Sportarten an der University of Maryland, College Park. Das Unternehmen ist des Weiteren seit der Saison 2009/10 offizieller Baselayer-Ausstatter des deutschen Erstligisten Borussia Dortmund. In der Saison 2010/11 der mexikanischen Profifußball-Liga Apertura hat Under Armour auch die Ausrüstung von Deportivo Club Toluca und Estudiantes Tecos übernommen.
Ab der Saison 2012/13 bis 2017 war man Ausrüster des Premier-League-Klubs Tottenham Hotspur. 2016 wurde mit dem FC Southampton ein Sponsoringvertrag bis 2023 geschlossen, dieser wurde zum Ende der Saison 2020/21 einvernehmlich zwei Jahre vor Ablauf aufgelöst. Under Armour begründet dies mit einer Änderung der Marketing-Strategie, der Fokus soll vermehrt auf Einzelathleten gesetzt werden.
Seit Anfang 2013 steht der Golfprofi Jordan Spieth unter Vertrag. Die Umsätze im Golf-Segment haben sich seitdem verdreifacht. Außerdem steht der US-amerikanische Basketballspieler Stephen Curry bei Under Armour unter Vertrag.

### Kritik
Das Sponsoring von Under Armour beim damaligen Fußball-Zweitligisten FC St. Pauli stieß auf Kritik, da etwa Belieferung von Militär sowie Rabatte für Veteranen nicht zur pazifistisch-alternativen Darstellung des Vereins passen würden.

#### Trophäenjagd
Under Armours Outdoor-Abteilung unterhält für Trophäenjäger das Programm „UA Hunt“ (engl. für: U[nder]A[rmour] Jagd). Als Teil ihrer Marketingstrategie schuf UA Hunt die Fernsehserie Ridge Reaper und sponsert erfolgreiche Trophäenjäger, die als Sportler bezeichnet werden. Mit Slogans wie always lethal (immer tödlich) und never caught (nie erwischt), die auf Eigenschaften und Fähigkeiten erfolgreicher Jäger hinweisen sollen, versucht das Unternehmen, das Jagdinteresse der US-Bevölkerung zu steigern. UA Hunt machte 2015 Umsätze von über einer Milliarde US-Dollar. Im Januar 2016 initiierte Under Armour eine Marketingkampagne mit Trophäenjägerinnen.
Als eine Trophäenjägerin wurde die US-Amerikanerin Sarah Bowmar gesponsert. Im August 2016 erregte ein von Bowmar gefilmtes Video weltweite Aufmerksamkeit. Es zeigt, wie ihr Mann mit einem Speer einen Bären trifft und diesen dann entkommen lässt. Der Bär wurde am folgenden Tag tot aufgefunden. Das Video zeigte Bowmar begeistert und in Siegerpose, nachdem er den Bären tödlich verletzt hatte, und am nächsten Tag über dem Kadaver des Tieres. Under Armour wurde dafür kritisiert und beendete einige Tage nach Bekanntwerden des Videos den Vertrag mit Bowmar. Bis dahin war das Sponsoring von Trophäenjägern durch Under Armour wenig bekannt gewesen.

## Probleme
Ende März 2018 bestätigte Under Armour, dass Ende Februar 150 Millionen Nutzerkonten mit Nutzernamen und E-Mail-Adressen sowie Passwörtern gehackt worden waren. Betroffen waren Kunden, die die Kalorienzähler-App MyFitnessPal genutzt hatten.